# 서울 청룡사 지장시왕도
서울 청룡사 지장시왕도(서울 靑龍寺 地藏十王圖)는 서울특별시 종로구에 있는 조선시대의 불화이다.
2005년 12월 29일 서울특별시의 유형문화재 제201호로 지정되었다.

## 개요
청룡사 지장시왕도는 1868년 정기비구니(正基比丘尼)의 발원으로 현왕도, 칠성도 등과 함께 조성되어 극락전에 봉안되었다고 전해지는 것으로, 금어 응륜(金魚應嗧)에 의해 제작되었다. 이 작품은 화면의 중앙, 커다란 반원형의 광배 안에 지장보살과 무독귀왕, 도명존자 등 지장보살삼존을 배치하고 그 좌우로 시왕, 그리고 지장삼존의 아래쪽에 사자, 판관 등을 배치한 특이한 구도를 보여준다.
또한,1867년에 경선이 조성한 서울 보문사 지장시왕도와 동일한 초본을 이용하여 제작한 것으로, 광배의 내부를 금색으로 칠한 점을 비롯하여 인물의 상호에 보이는 적극적인 음영법 등 19세기말 ~ 20세기 전반에 서울･경기지역을 중심으로 유행하던 불화양식을 잘 반영하고 있는 작품이다. 서울 지역 불화유파의 사승관계를 연구하는데 중요한 작품이다.

## 참고 자료
- 청룡사 지장시왕도 - 국가유산청 국가유산포털